# 炮座

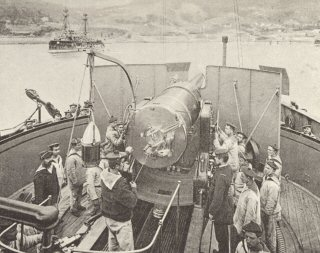
Barbette of the Redoutable (1876).

Illustration of the barbette in relation to other parts of a battleship turret.

炮座是围绕一门加农炮或重炮而安装的的装甲板。它的名字来源于法语的en barbette，指的是放置在女儿墙上方而不是通过垛口射击的野炮，它可以自由地向四方开火但是得到的保护不多。例如南北战争的 第二次麦克阿利斯堡之战中南方士兵就无法操作火炮，因为没有抵挡北军士兵枪弹的防护。在海军里炮座指的是19世纪后期出现的一种火炮安装方式，后被炮塔取代。